# جان اشناتر
جان اشناتر (انگلیسی: John Schnatter؛ زادهٔ ۱۹۶۱) کارآفرین اهل ایالات متحده آمریکا است، که در سال ۱۹۸۴ شرکت پاپا جانز پیتزا را تأسیس کرد.